# Retablo Mayor de San Esteban de Los Balbases
El retablo de la Iglesia de San Esteban de Los Balbases se ubica en la Iglesia de San Esteban, situada en el municipio de Los Balbases, provincia de Burgos (Castilla y León). En este retablo de finales del siglo XVIII predominan los estilos Neoclásico y Barroco dadas sus características arquitectónicas.
El retablo se encuentra en el altar mayor del templo religioso. Su construcción data entre 1787 y 1790. Su arquitectura fue elaborada por José Carcedo y posiblemente la escultura fuese obra de Juan Romero.
La obra tuvo un coste de 15000 Reales de vellón de la época.
También se aprovechan las tablas antiguas anteriores de principios del siglo XVI para el nuevo retablo.

#### Dorado
El recubrimiento de oro, más conocido como “Dorado”, de este retablo fue encargado a Pedro de Palacios que contaba con la ayuda de Manuel Palacios quienes hicieron el trabajo por el precio de 18700 Reales de vellón.

#### Similitudes con otras obras
Este retablo tiene relación con el retablo mayor de la Iglesia de San Millán de la misma localidad, ya que su estructura compositiva es prácticamente idéntica, aunque este retablo se divide en dos cuerpos. Ambos retablos son del mismo creador; José Carcedo.

## Historia
Debido a que el cabildo de San Millán queda maravillado con el trabajo de José Carcedo en su parroquia, decidieron, junto al cabildo de San Esteban, que la obra de este retablo sería encargada al mismo arquitecto. El tiempo de trabajo duró posiblemente unos tres años, desde 1787 a 1790.

### Descripción de la obra
Este retablo mayor, en el que predominan los estilos de la arquitectura clásica, tiene dos cuerpos pensados para la incorporación de numerosas pinturas con sus correspondientes marcos y que se adaptan al gran tamaño de la estructura gótica del templo donde se halla.
Tiene una planta cóncava adaptada al altar poligonal de la iglesia y se estructura con un banco del que parten cinco calles.
El banco alberga en sus laterales pinturas con representaciones de los Cuatro Doctores de la Iglesia y de sus Cuatro Evangelistas. Estas pinturas están separadas por otros pequeños paneles con motivos decorativos de rocallas, palmas y palmetas propias del Barroco. El banco se rompe en el centro para albergar un gran tabernáculo.
Encima se encuentra la primera hornacina donde está albergada una escultura de San Esteban, el patrón de la Iglesia, aprovechada de Escultor Domingo Uriarte elaborada en 1623, que se encuentra flanqueada por columnas que sustentan secciones de cornisas donde aparece un frontón.
En sus calles laterales aparecen unas columnas clásicas que parten desde el banco y sobresalen de las retropilastras con fustes lisos que albergan decoraciones arquitectónicas de arcos rodeados por una suave broza que pende de una cinta separando las calles laterales y donde se encuentran imágenes de la vida de San Esteban. En sus calles extremas aparecen dos hornacinas con las posibles imágenes de San Pedro y San Pablo junto a dos pinturas superiores. A continuación, aparece una cornisa que resalta por encima del friso.
El segundo cuerpo está separado del primero por la antes citada cornisa que sobresale en las calles centrales y extremas y se retrae las calles que flanquean a la calle central. Encima se encuentra un nicho central donde se encuentra una imagen de la Virgen de la Asunción flanqueada por dos pilastras que sujetan un arco decorado con casetones.
Las calles laterales se dividen en dos registros superpuestos con más pinturas de la vida del patrón del templo y se separan de las extremas por otras columnas idénticas a las del primer cuerpo que parten del cornisamiento superior del primer cuerpo. En las calles de ambos extremos, al igual que en el primer cuerpo, aparece una hornacina con las posibles imágenes, esta vez, de San Francisco Javier y San Nepomuceno, quienes cuentan con una pintura superior cada uno.
El remate con forma de cascarón apuntado (acoplado a la estructura gótica del templo) se divide en cinco registros separados por seis cerchones poco abultados. En el centro aparece una escultura que representa a la Trinidad. El resto de los registros aparecen decorados con motivos vegetales redondos y ovalados en cuyo interior se encuentran imágenes de la vida rural.

### Iconografía de la obra
La iconografía de este retablo la conforman las ya mencionadas pinturas datadas del siglo XVI donde aparecen escenas de la vida de San Esteban las distintas imágenes de San Esteban, la Trinidad, la Virgen de la Asunción, de los Cuatro Doctores y los Cuatro Evangelistas del templo que conforman el retablo.